# ارخپس
ارخپس (به یونانی : Ἅρχιππος ) یکی از مسیحیان اولیه و قدیسان است که نامش در رساله‌های فلیمون و کولسیان ذکر شده‌است.
پولس در نامۀ که به فلیمون زده است نام او را در کنار نام اَپفِیه آورده‌است و او را کسی معرفی کرده‌است که کلیسای منطقه را در خانه خود دایر کرده‌است.